# Pseudépigraphe (protestantisme)
Pour les articles homonymes, voir Pseudépigraphe.
Les Églises protestantes (issues de la Réforme) distinguent entre les textes apocryphes qui correspondent aux livres que le catholicisme nomme deutérocanoniques et les pseudépigraphes  qui sont tous les autres textes de l'Ancien Testament non retenus dans leur canon.
Il n'existe pas de liste officielle des livres pseudépigraphes de l'Ancien Testament.
Peuvent toutefois être cités parmi les livres issus de la Septante ou de Théodotion :
- III Macchabées
- IV Macchabées
- Psaumes de Salomon